# Campeonato caboverdiano de fútbol 2012
El campeonato caboverdiano de fútbol 2012 es la 33.ª edición desde la independencia de Cabo Verde. Empezó el 5 de mayo de 2012 y terminó el 7 de julio de 2013. El torneo lo organiza la Federação Caboverdiana de Futebol (FCF).
CS Mindelense es el equipo defensor del título. Un total de 12 equipos participaron en la competición, el campeón de la edición anterior y los campeones de las 11 ligas regionales.

## Equipos participantes
- CS Mindelense Campeón del Campeonato caboverdiano de fútbol 2011
- Académica Operária Campeón del Campeonato regional de Boavista
- Académica da Brava Campeón del Campeonato regional de Brava
- Académica do Fogo Campeón del Campeonato regional de Fogo
- Académico 83; campeón del Campeonato Regional de Fútbol de Maio
- Futebol Clube Juventude Campeón del Campeonato regional de Sal
- Paulense Desportivo Clube Campeón del Campeonato regional de Santo Antão Norte
- Académica do Porto Novo Campeón del Campeonato regional de Santo Antão Sur
- SC Atlético Campeón del Campeonato regional de São Nicolau
- Batuque FC Campeón del Campeonato regional de São Vicente
- CD Estrela dos Amadores Campeón del Campeonato regional de Santiago Norte
- Sporting Clube da Praia Campeón del Campeonato regional de Santiago Sur

### Información de los equipos
| Equipo                  | Localidad     | Estadio                     |
| ----------------------- | ------------- | --------------------------- |
| Académico 83            | Vila do Maio  | 20 de Janeiro               |
| Académica da Brava      | Nova Sintra   | Aquiles d'Oliveira          |
| Académica do Fogo       | São Filipe    | 5 de Julho                  |
| Académica Operária      | Sal Rei       | Arsénio Ramos               |
| Académica do Porto Novo | Porto Novo    | Municipal de Porto Novo     |
| Batuque                 | Mindelo       | Adérito Sena                |
| Estrela dos Amadores    | Tarrafal      | Municipal de Tarrafal       |
| Juventude               | Espargos      | Marcelo Leitão              |
| Mindelense              | Mindelo       | Adérito Sena                |
| Paulense                | Paul          | João Serra                  |
| SC Atlético             | Ribeira Brava | João de Deus Lopes da Silva |
| SC Praia                | Praia         | Várzea                      |

## Tabla de posiciones
Grupo A
|   | Equipo                  | PJ | PG | PE | PP | GF | GC | DG  | PTS |
| - | ----------------------- | -- | -- | -- | -- | -- | -- | --- | --- |
| 1 | Sporting Clube da Praia | 5  | 3  | 2  | 0  | 15 | 3  | +12 | 11  |
| 2 | Académica do Fogo       | 5  | 2  | 2  | 1  | 3  | 3  | 0   | 8   |
| 3 | FC Juventude            | 5  | 2  | 2  | 1  | 8  | 9  | -1  | 8   |
| 4 | Batuque FC              | 5  | 2  | 2  | 1  | 6  | 3  | +3  | 8   |
| 5 | CD Estrela dos Amadores | 5  | 1  | 2  | 2  | 8  | 7  | +1  | 5   |
| 6 | Académica da Brava      | 5  | 0  | 0  | 5  | 1  | 16 | -15 | 0   |

Grupo B
|   | Equipo                    | PJ | PG | PE | PP | GF | GC | DG | PTS |
| - | ------------------------- | -- | -- | -- | -- | -- | -- | -- | --- |
| 1 | SC Atlético               | 5  | 5  | 0  | 0  | 15 | 8  | +7 | 15  |
| 2 | Académica do Porto Novo   | 5  | 3  | 1  | 1  | 10 | 6  | +4 | 10  |
| 3 | CS Mindelense             | 5  | 2  | 1  | 2  | 10 | 4  | +6 | 7   |
| 4 | Paulense Desportivo Clube | 5  | 1  | 2  | 2  | 6  | 9  | -3 | 5   |
| 5 | Académica Operária        | 5  | 0  | 2  | 3  | 9  | 16 | -7 | 2   |
| 6 | Académico 83              | 5  | 0  | 2  | 3  | 6  | 13 | -7 | 2   |

## Resultados
| Sporting Praia       | 6 - 1 | Juventude      |              | 5 de mayo |
| Estrela Amadores     | 0 - 2 | Batuque        |              | 5 de mayo |
| Académica Brava      | 0 - 1 | Académica Fogo |              | 6 de mayo |
| Mindelense           | 4 - 0 | Paulense       | Adérito Sena | 5 de mayo |
| Académica Operária   | 2 - 2 | Académica 83   |              | 5 de mayo |
| Académica Porto Novo | 1 - 2 | SC Atlético    |              | 5 de mayo |

| Académica Fogo | 0 - 0 | Estrela Amadores     |        | 12 de mayo |
| Sporting Praia | 5 - 0 | Académica Brava      |        | 13 de mayo |
| Batuque        | 1 - 1 | Juventude            |        | 13 de mayo |
| Mindelense     | 5 - 0 | Académica Operária   |        | 12 de mayo |
| Académico 83   | 1 - 3 | Académica Porto Novo |        | 12 de mayo |
| SC Atlético    | 3 - 1 | Paulense             | DiDeus | 12 de mayo |

| Académica Fogo     | 0 - 2 | Sporting Praia       |            | 19 de mayo |
| Juventude          | 3 - 1 | Estrela Amadores     |            | 19 de mayo |
| Académica Brava    | 0 - 2 | Batuque              |            | 20 de mayo |
| Académico 83       | 1 - 3 | Mindelense           |            | 19 de mayo |
| Académica Operária | 4 - 5 | SC Atlético          |            | 19 de mayo |
| Paulense           | 1 - 1 | Académica Porto Novo | João Serra | 19 de mayo |

| Juventude            | 0 - 0 | Académica Fogo     | 26 de mayo |
| Batuque              | 0 - 0 | Sporting Praia     | 26 de mayo |
| Estrela Amadores     | 5 - 0 | Académica Brava    | 27 de mayo |
| Paulense             | 3 - 0 | Académico 83       | 26 de mayo |
| Académica Porto Novo | 3 - 2 | Académica Operária | 26 de mayo |
| SC Atlético          | 1 - 0 | Mindelense         | 26 de mayo |

| Sporting Praia     | 2 - 2 | Estrela Amadores     |               | 3 de junio |
| Académica Fogo     | 2 - 1 | Batuque              |               | 3 de junio |
| Académica Brava    | 1 - 3 | Juventude            |               | 3 de junio |
| Mindelense         | 0 - 2 | Académica Porto Novo |               | 3 de junio |
| Académico 83       | 2 - 4 | SC Atlético          |               | 3 de junio |
| Académica Operária | 1 - 1 | Paulense             | Arsénio Ramos | 3 de junio |

## Fase Final
|  | Semifinales             | Semifinales             | Semifinales | Semifinales | Semifinales |   |                         | Final                   | Final | Final | Final | Final |
|  |                         |                         |             |             |             |   |                         |                         |       |       |       |       |
|  | Sporting Clube da Praia | Sporting Clube da Praia | 3           | 1           | 4           |   |                         |                         |       |       |       |       |
|  | Académica do Porto Novo | Académica do Porto Novo | 0           | 0           | 0           |   |                         |                         |       |       |       |       |
|  |                         |                         |             |             |             |   | Sporting Clube da Praia | Sporting Clube da Praia | 1     | 0     | 1     |       |
|  |                         | SC Atlético             | SC Atlético | 1           | 0           | 1 |                         |                         |       |       |       |       |
|  | SC Atlético             | SC Atlético             | 2           | 2           | 4           |   |                         |                         |       |       |       |       |
|  | Académica do Fogo       | Académica do Fogo       | 1           | 1           | 2           |   |                         |                         |       |       |       |       |

### Semifinales
| 10 de junio de 2012 | Académica do Porto Novo | 0:3 | Sporting Clube da Praia    | Estadio Municipal de Porto Novo, Porto Novo |  |
|                     |                         |     | Quinzinho · Zé di Tchetcha |                                             |  |

| 10 de junio de 2012 | Académica do Fogo | 1:2 | SC Atlético    | Estadio 5 de Julho, São Filipe |                         |
|                     | Guy 11'           |     | Gerson 17' 58' | Árbitro(s): Victor Lima        | Árbitro(s): Victor Lima |

| 17 de junio de 2012 | Sporting Clube da Praia | 1:0 | Académica do Porto Novo | Estadio de Várzea, Praia |  |

| 17 de junio de 2012 | SC Atlético | 2:1 | Académica do Fogo | Estadio João de Deus Lopes da Silva, Ribeira Brava |  |

### Final
| 23 de junio de 2012 | SC Atlético | 1:1 | Sporting Clube da Praia | Estadio di Deus, Ribeira Brava |  |

| 7 de julio de 2012 | Sporting Clube da Praia | 0:0 | SC Atlético | Estadio de Várzea, Praia  |  |
|                    |                         |     |             | Árbitro(s): Nilton Medina |  |

| Campeón Sporting Clube da Praia 9.º título |

## Estadísticas
- Máximo goleador: Gerson 13 goles (SC Atlético)
- Portero menos batido: Magueti 4 goles (Sporting Clube da Praia)
- Mejor jugador: Gerson (SC Atlético)
- Mejor entrenador: Janito Carvalho (Sporting Clube da Praia)
- Mejor dirigente: Ru Évora (Sporting Clube da Praia)
- Equipo juego limpio: Batuque FC
- Mayor goleada:

Sporting Clube da Praia 6-1 Juventude do Sal (5 de mayo)
CS Mindelense 6-1 Académica Operaria (12 de mayo)
Sporting Clube da Praia 5-0 Académica da Brava (13 de mayo)
Estrela dos Amadores 5-0 Académica da Brava (27 de mayo)
- Partido con más goles:

Académica Operaria 4-5 SC Atlético (19 de mayo)
Fuente 